# Akademie der bildenden Künste Wien

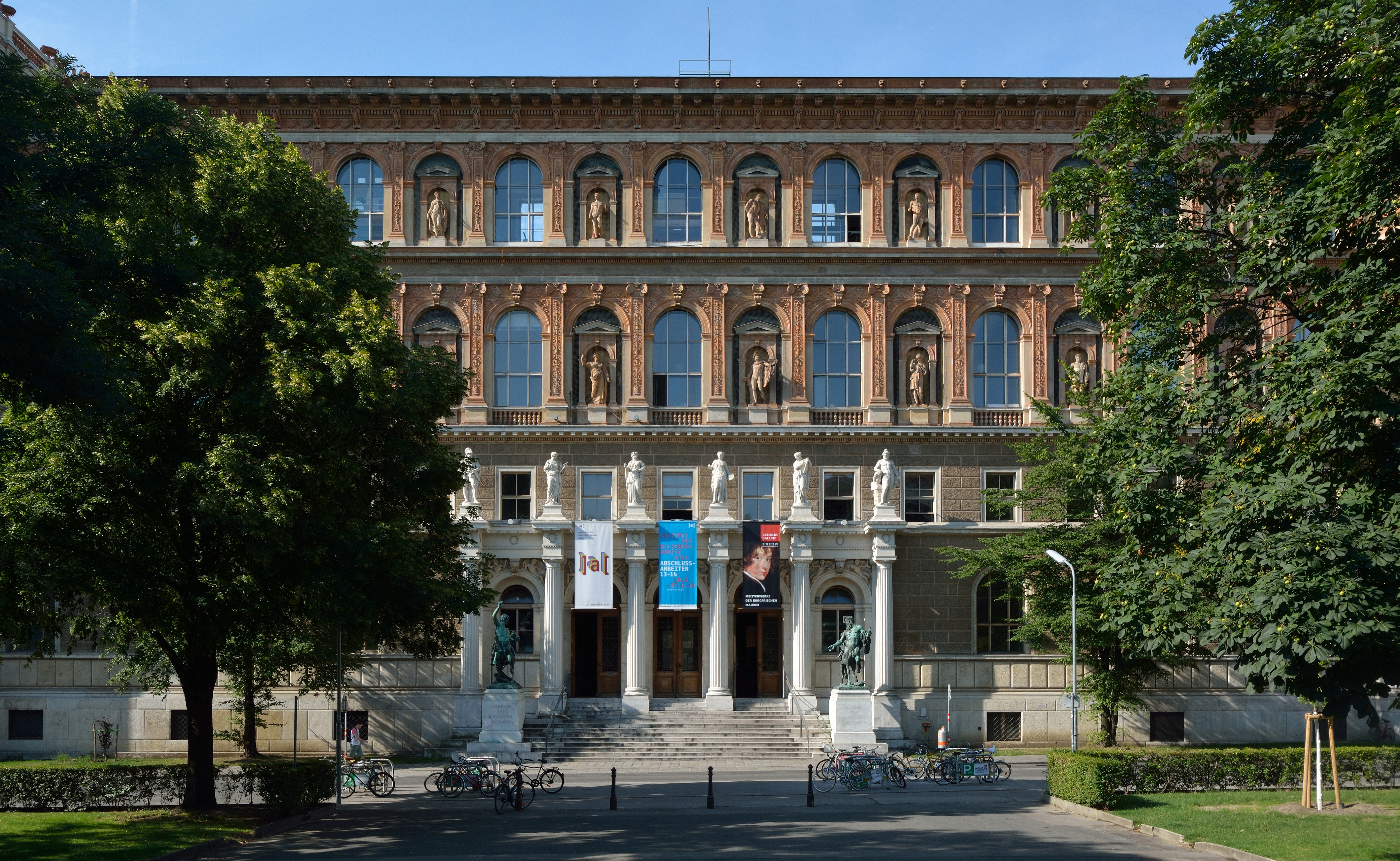
Akademie der bildenden Künste Wien vid Schillerplatz

Akademie der bildenden Künste Wien, eller Wiener Kunstakademie, är ett konstuniversitet i Wien och en av Europas äldsta konstakademier.

## Historik

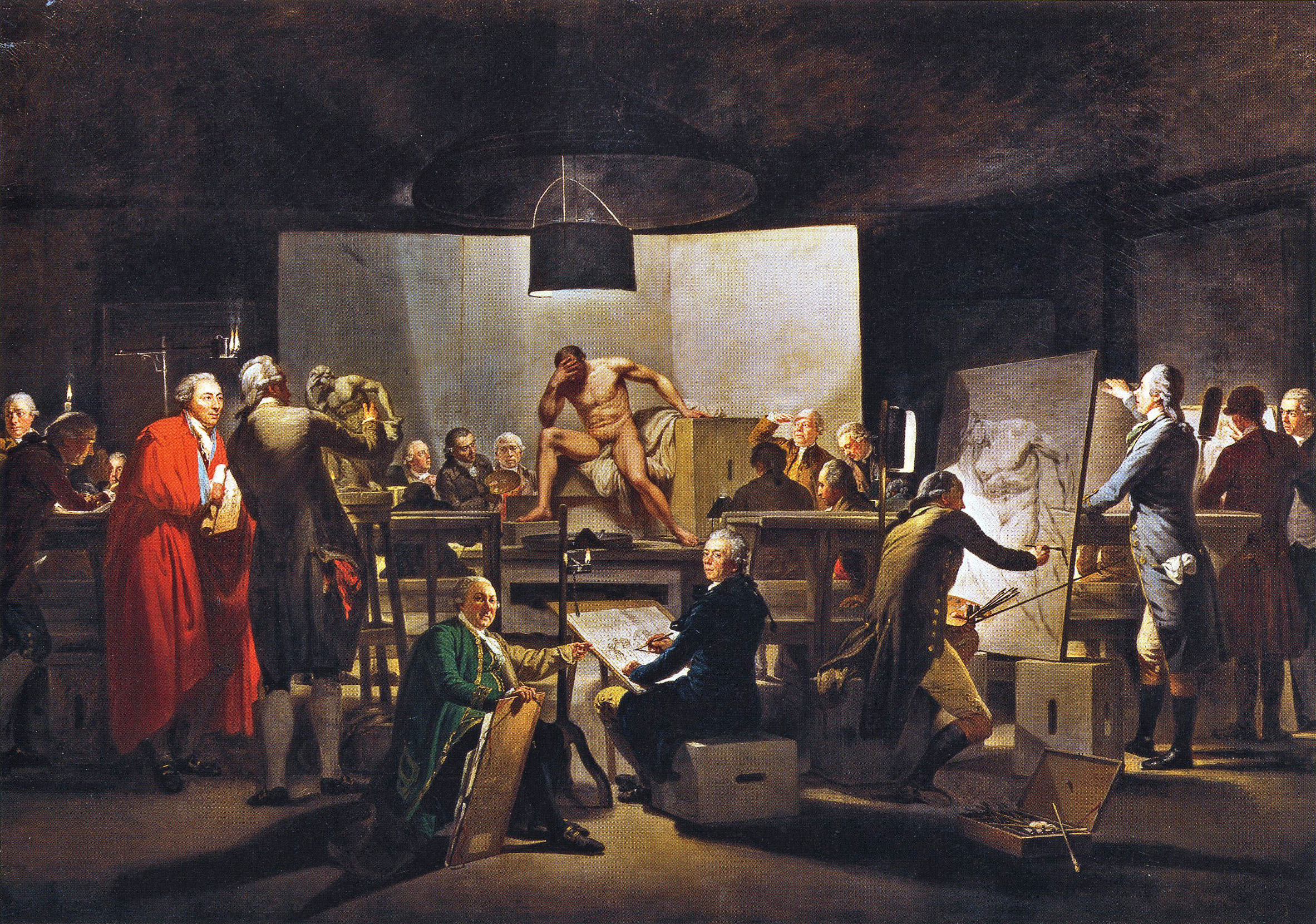
Akademins nakenstudiesal (1787) av Martin F. Quadal

Akademie der bildenden Künste Wien bildades 1692 som skulptören och hovmålaren Peter Strudels (omkring 1660–1714) privatakademi. År 1725, under Karl VI:s regeringstid, ombildade barockmålaren Jacob van Schuppen (1670–1751) K.k. Hofacademie der Mahlerey, Bildhauerey und Baukunst (Kejserliga och kungliga hovakademin för måleri, skulptur och byggnadskonst). Denna erhöll efter kejsarens död 1740 allt mindre stöd från hovet, så att den slutligen inhystes i Jacob van Schuppens privata hushåll och där efter hand avvecklade undervisningen. Efter Jacob van Schuppens bortgång 1751 gavs hovakademin en rektorsbefattning. Barockmålaren Michelangelo Unterberger (1695–1758) var "rector magnificus" i ett par omgångar, däremellan rokokomålaren Paul Troger (1698–1762). År 1759 utsågs den svenske miniatyrmålaren Martin Mijtens den yngre till hovdirektör för akademin. 
År 1772 blev alla befintliga konstskolor i Wien sammanslagna till en akademi för "förenade bildkonster". År 1786 flyttade akademin till huset Sankt Annahof i centrala Wien, där också offentliga konstutställningar anordnades. 
År 1872 fick akademin högskolestatus och blev 1998, med bibehållande av namnet Akademie der bildenden Künste, universitet. Sedan 1877 finns akademin i en byggnad vid Schillerplatz i Wiens innerstad, vilken började byggas 1871 i samband med andra nyanläggningar i området. De ursprungliga ritningarna utfördes av den ansvarige för akademins arkitekturutbildning, Theophilus Hansen.  Byggnaden är i italiensk renässansstil, i fyra våningar och med förhöjda utsprång. De konstnärliga utsmyckningarna inomhus blev klara 1892, med takmålningarna i aulan gjorda av Anselm Feuerbach.

## Läromedelssamling med tavelgalleri och kopparstickkabinett
I anslutning till akademin finns ett tavelgalleri med 250 målningar av berömda mästare, allt från 1400- och 1500-talets tidiga italienska måleri och fram till det måleri som växte fram samtidigt med akademin under 1700- och det tidiga 1800-talet. Här finns till exempel Het Laatste Oordeel (Domedagstriptyken) av Hieronymus Bosch, liksom verk av Lucas Cranach den äldre, Rembrandt, Peter Paul Rubens, Tizian och Bartolomé Esteban Murillo. Vid sidan av tavelgalleriet finns ett Kopparstickkabinett. Detta kabinett är en av de mest betydande grafiksamlingarna i Österrike. Både tavelgalleriet och kabinettet var från början avsedda som "läromedelssamlingar" för akademins elever.

## Fotogalleri

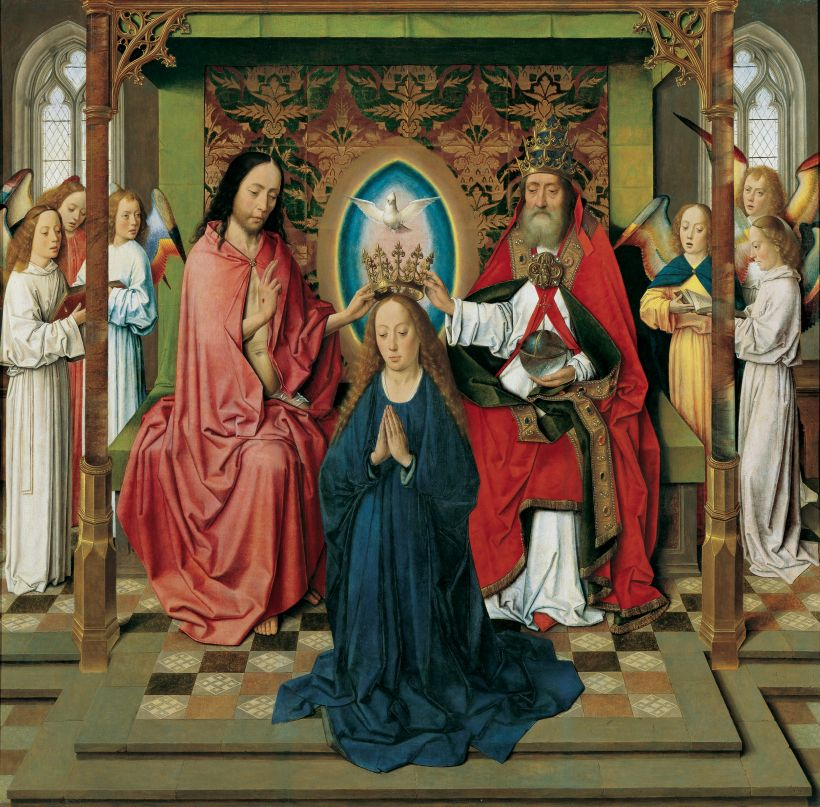
Mariakröning, Dirk Bouts omkring 1450
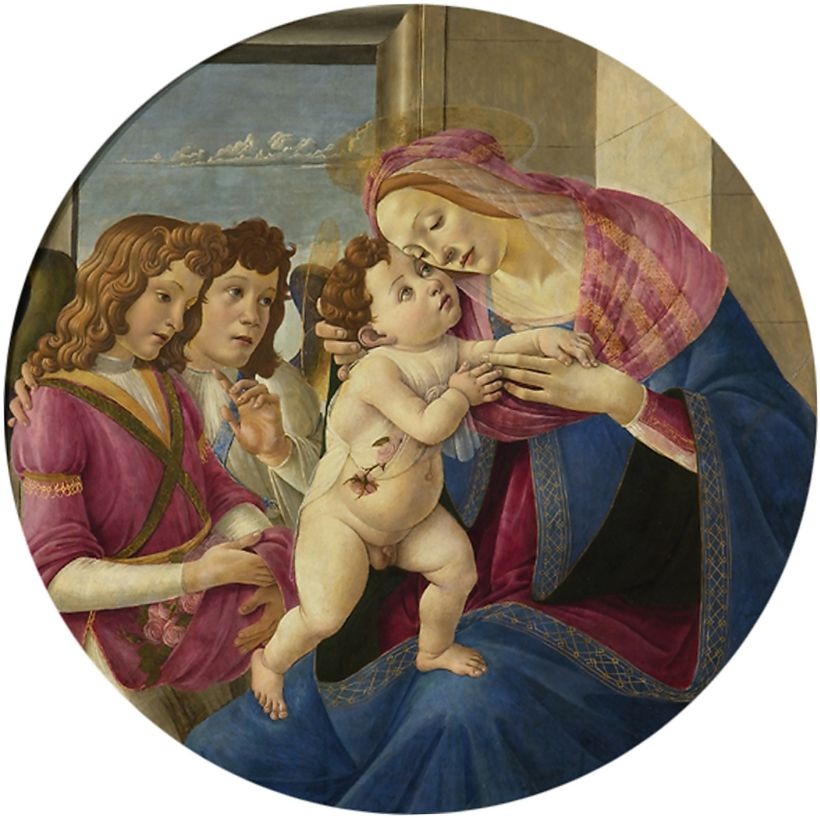
Madonna med barn och två änglar, Sandro Botticelli omkring 1490
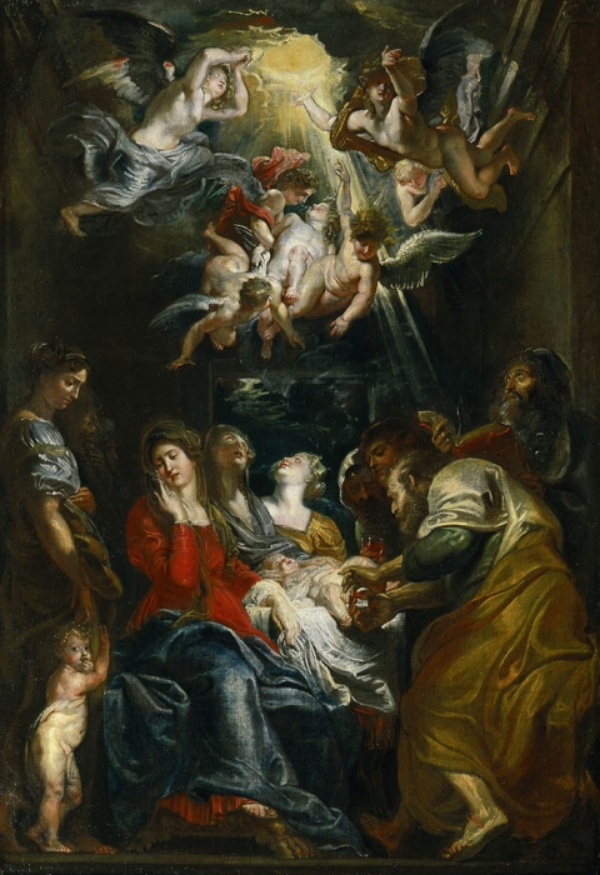
Kristi omskärelse, Peter Paul Rubens 1605
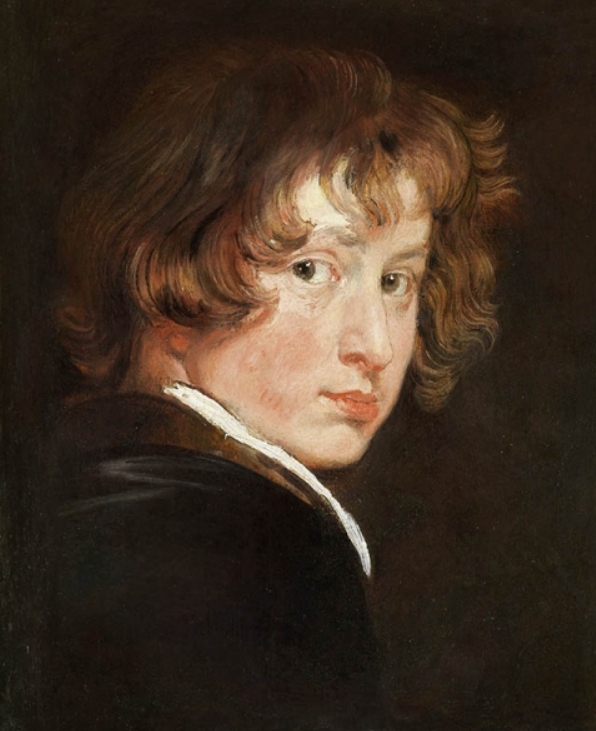
Ungdomligt självporträtt, Anthonis van Dyck omkring 1614

## Kända elever och lärare

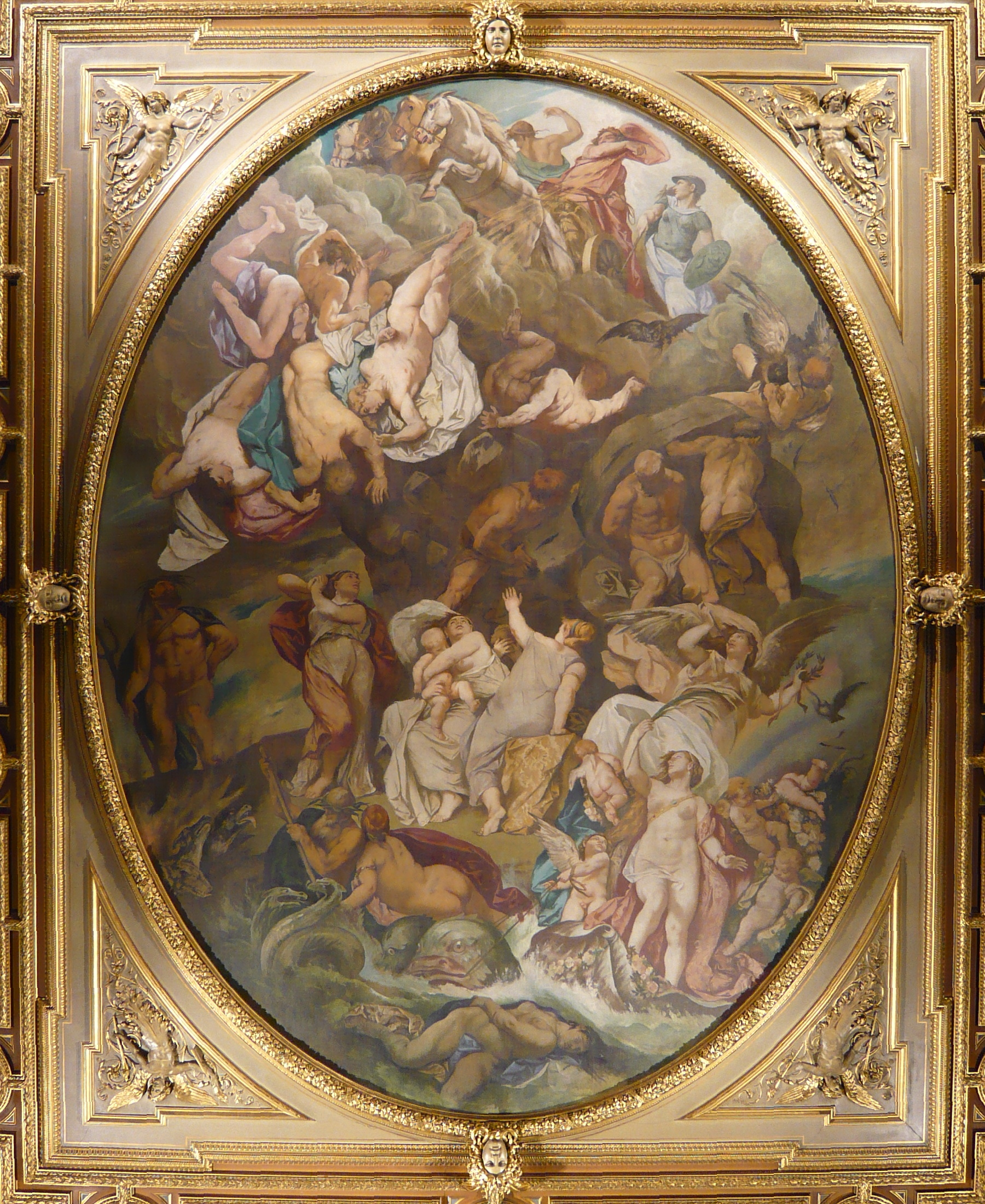
Titanensturz (Titanernas fall) av Anselm Feuerbach i aulans tak.

| - Martin Mijtens d.y. (1695–1770) - Heinrich Friedrich Füger (1751–1818) - Peter von Nobile (1774–1854) - Joseph Karl Stieler (1781–1858) - Ludwig Förster (1797–1863) - Anton Depauly (1798–1866) - Josef Kriehuber (1800–1876) - Franz Eybl (1806–1880) - Eduard van der Nüll (1812–1868) - August Sicard von Sicardsburg (1813–1868) - Theophilus Hansen (1813–1891) - Hans Gasser (1817–1868) - Friedrich von Schmidt (1825–1891) - Heinrich von Ferstel (1828–1883) - Alexander Tondeur (1829–1905) | - Anselm Feuerbach (1829–1880) - August Eisenmenger (1830–1907) - Josef Zítek (1832–1909) - Karl von Hasenauer (1833–1894) - Hans Makart (1840–1884) - Theodor von Hörmann (1840–1895) - Gabriel von Max (1840–1915) - Otto Wagner (1841–1918) - Viktor Tilgner (1844–1896) - Edmund Hellmer (1850–1935) - Johan Laurentz (1851–1901) - Arthur Strasser (1854–1927) - Friedrich Ohmann (1858–1927) - Carl Österman (1859–1938) - Otto Friedrich (1862–1937) - Peter Behrens (1868–1940) | - Josef Hoffmann (1870–1956) - Jan Kotěra (1871–1923) - Richard Gerstl (1883–1908) - Albert Paris Gütersloh (1887–1973) - Egon Schiele (1890–1918) - Rudolf Hausner (1914–1995) - Alfred Hrdlicka (1928–2009) - Friedensreich Hundertwasser (1928–2000) - Wolfgang Hutter (*1928) - Anton Lehmden (*1929) - Arik Brauer (*1929) - Ernst Fuchs (*1930) - Hans Hollein (*1934) - Bengt Olof Kälde (*1936) - Gottfried Helnwein (*1948) - Helmut Ditsch (*1962) - Kristina Jansson (*1967) |

En känd aspirant som inte blev antagen var Adolf Hitler (1889–1945)